# آماندا ویس
آماندا ویس (انگلیسی: Amanda Wyss؛ زادهٔ ۲۴ نوامبر ۱۹۶۰) یک هنرپیشه اهل ایالات متحده آمریکا است. وی از سال ۱۹۸۰ میلادی تاکنون مشغول فعالیت بوده‌است.

## گزیدهٔ آثار

### سینما
- کابوس در خیابان الم
- سیلورادو
- همان بهتر که بمیرم

### تلویزیون
- دکستر (۲۰۰۶)
- نمایش درو کری (۲۰۰۲)
- سی‌اس‌آی (۲۰۱۱–۲۰۰۱)
- افسون‌شده (۱۹۹۹)
- بخش فوریت‌های پزشکی (۱۹۹۸)